# Jean Street School

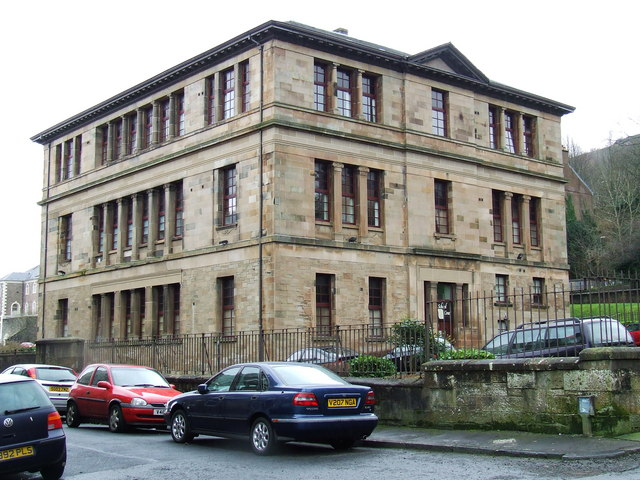
Jean Street School

Die Jean Street School ist ein ehemaliges Schul- und heutiges Wohngebäude im Westen der schottischen Stadt Port Glasgow in der Council Area Inverclyde. 1971 wurde das Bauwerk in die schottischen Denkmallisten in der Kategorie B aufgenommen.

## Geschichte
Infolge der Einführung der allgemeinen Schulpflicht im Jahre 1872 wurde in der Port Glasgow die Einrichtung mehrerer Schulen nötig. Nachdem auch die Kapazitäten der neugebauten Schulen ausgeschöpft war, wurden die Jean Street School (1884) und die Clune Park School (1887) errichtet. Den Entwurf lieferte das Architekturbüro H. & D. Barclay. 1885 verzeichnete die Schule bereits 728 Schüler. 1898 wurde sie um ein weiteres Stockwerk aufgestockt, um auch eine weiterführende Bildung zu ermöglichen. 1908 wurde dann eine eigenständige weiterführende Schule in Highholm erbaut. Bis in das Jahr 1975 war die Schülerzahl auf 221 gesunken, was teilweise auf eine Verlagerung der Wohngebiete zurückzuführen ist. Später wurde die Schule geschlossen und das Gebäude als Wohnraum umgenutzt.

## Beschreibung
Die Jean Street School liegt im Westen der Stadt zwischen der Highholm Street und der Glen Avenue. Das Mauerwerk des länglichen, klassizistischen, dreistöckigen Gebäudes besteht aus Steinquadern aus behauenem Naturstein. Ionische Säulen trennen im ersten Obergeschoss die einzelne Fenster voneinander ab.